# شهرک شهید طیاری
شهرک شهید طیاری، روستایی در دهستان رودبار بخش مرکزی شهرستان رودبار جنوب در استان کرمان ایران است.

## جمعیت
بر پایه سرشماری عمومی نفوس و مسکن در سال ۱۳۹۵، جمعیت این روستا برابر با ۱۸۲ نفر (۶۲ خانوار) بوده‌است.